# Aulo Pérsio Flaco
Aulo Pérsio Flaco (em latim: Aulus Persius Flaccus; Volterra, 4 de dezembro de 34 d.C — Roma, 24 de novembro de 62 d.C.), também conhecido apenas como Pérsio, foi um poeta satírico da Roma Antiga, adepto do estoicismo.
De origem etrusca, mostrou em suas obras, poemas e sátiras, uma visão de mundo estoica, aliada a um senso crítico forte contra os abusos de seus contemporâneos. Seus textos, que foram especialmente populares na Idade Média, só foram publicados após a sua morte, por seu amigo e mentor, o filósofo estoico Lúcio Aneu Cornuto.

## Vida
Pérsio nasceu numa família de equites (cavaleiros), originária de Volterra (Volaterrae, em latim), uma pequena cidade etrusca situada na atual província italiana de Pisa, de origem nobre tanto por parte de seu pai como de sua mãe. Quando tinha seis anos de idade, perdeu o pai e seu padrasto morreu alguns anos depois. Com doze anos de idade, foi enviado a Roma, onde foi educado por Rêmio Palêmon e pelo rétor Virgínio Flávio. Durante os próximos quatro anos desenvolveu amizade com diversos intelectuais da época, como o próprio Lúcio Aneu Cornuto, além do poeta lírico Césio Basso e o poeta Marco Aneu Lucano, que viria a ser um generoso admirador de toda a obra de Pérsio. Também tornou-se amigo de Públio Clódio Tráseas Peto, marido de Árria, parente sua; ao longo dos dez anos que se seguiram Pérsio e Tráseas Peto fizeram diversas viagens juntos. Posteriormente encontrou-se com Sêneca, porém não teria se impressionado com o seu intelecto.
Em sua juventude, Pérsio escreveu uma tragédia, que abordava um episódio da história de Roma, além de outra obra, provavelmente um guia de viagens (que teria sido feito antes de suas viagens com Traséas Peto). Influenciado pelas sátiras de Lucílio, Pérsio começou a trabalhar em seu próprio livro de sátiras, que passou a escrever rara e vagarosamente. Uma morte prematura (uitio stomachi) o impediu de completar o livro. Foi descrito por seus contemporâneos como tendo "um humor tranquilo, uma modéstia virginal e beleza pessoal", e teria se dedicado exemplarmente à sua mãe, Fúlvia Sisena, à sua irmã e à sua tia. Deixou a elas sua fortuna considerável. Cornuto eliminou toda a sua obra, exceto as sátiras, às quais fez pequenas alterações antes de entregá-las para Basso, para que fossem editadas. Foram um sucesso instantâneo.
Pérsio morreu na cidade de Roma, em 24 de novembro de [[62|62 d.C], às vésperas de seu aniversário de 28 anos.

## Obra
- Sátira I
- Sátira II
- Sátira III
- Sátira IV
- Sátira V
- Sátira VI